# Walter Adams
Walter Adams (Wasseralfingen, 15 marzo 1945 – Aalen, 30 ottobre 2023) è stato un mezzofondista tedesco, medaglia d'oro ai Giochi europei indoor 1969 nella staffetta 3 × 1000 m.